# Forbasy
Forbasy é um município da Eslováquia, situado no distrito de Stará Ľubovňa, na região de Prešov. Tem 4,5 km² de área e sua população em 2018 foi estimada em 457 habitantes.

## Demografia
| Ano:        | 1994 | 2004   | 2014   | 2024   |
| ----------- | ---- | ------ | ------ | ------ |
| Broj ljudi: | 371  | 387    | 423    | 440    |
| Razlika:    |      | +4,31% | +9,30% | +4,01% |

| Ano:               | 2023 | 2024   |
| ------------------ | ---- | ------ |
| Número de pessoas: | 446  | 440    |
| Diferença:         |      | -1,34% |